# Family Circle Cup 2008
Il Family Circle Cup 2008 è stato un torneo di tennis giocato sulla terra verde.
È stata la 36ª edizione del Family Circle Cup, che fa parte della categoria Tier I nell'ambito del WTA Tour 2008.
Si è giocato al Family Circle Tennis Center di Charleston negli Stati Uniti.
Il montepremi ammontava a $1,340,000.

## Campioni

### Singolare
Serena Williams ha battuto in finale  Vera Zvonarëva con il punteggio di 6–4, 3–6, 6–3

### Doppio
Katarina Srebotnik /  Ai Sugiyama hanno battuto in finale  Edina Gallovits /  Ol'ga Govorcova con il punteggio di 6–2, 6–2